# Condado de Mitchell (Carolina del Norte)
El condado de Mitchell (en inglés: Mitchell County, North Carolina), fundado en 1861, es uno de los 100 condados del estado estadounidense de Carolina del Norte. En el año 2000 tenía una población de 15 687 habitantes con densidad poblacional de 21 personas por km². La sede del condado es Bakersville.

## Geografía
Según la Oficina del Censo, el condado tiene un área total de 575 km² (222 mi²), de la cual 572 km² (220,8 mi²) es tierra y 3 km² (1,2 mi²) es agua.

### Municipios
El condado se divide en nueve municipios:
Municipio de Bakersville, Municipio de Bradshaw, Municipio de Cane Creek, Municipio de Fork Mountain-Little Rock Creek (anteriormente, dos municipios separados), Municipio de Grassy Creek, Municipio de Harrell, Municipio de Poplar, Municipio de Red Hill y Municipio de Snow Creek.

### Condados adyacentes
- Condado de Carter norte-noreste
- Condado de Avery noreste
- Condado de McDowell sur
- Condado de Yancey suroeste
- Condado de Unicoi norte-noroeste

## Demografía
En el 2000 la renta per cápita promedia del condado era de $30 508, y el ingreso promedio para una familia era de $36 367. El ingreso per cápita para el condado era de $15 933. En 2000 los hombres tenían un ingreso per cápita de $26 550 contra $20 905 para las mujeres. Alrededor del 13,80% de la población estaba bajo el umbral de pobreza nacional.

## Lugares

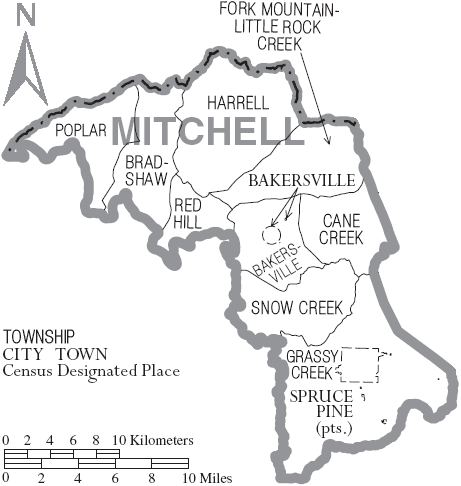
Mapa del Condado de Mitchell en Carolina del Norte con sus municipios

### Ciudades y pueblos
- Bakersville
- Spruce Pine